# 김도담
김도담(1983년 4월 3일 ~ )은 대한민국의 성우다. 2011년 KBS 36기로 입사했으며 한국방송 성우극회 소속으로, 배우자는 같은 소속인 김나혜다.

## 주요 출연작품

### 애니메이션
- 모양새 친구들 - 뽀

### 영화
- 노트북 (KBS) - 해리(에드 그레이디) / 앨리의 아버지(데이비드 손턴) / 듀크의 아들(라일리 노박)
- 원티드 (KBS) - 건스미스(코먼)
- 데이비드 게일 (KBS) - 하딘 주지사(마이클 크랩트리)
- 터미네이터 제니시스 (KBS) - 대니(다요 오케니이)

### 외화
- 나치 영국 지부 SS-GB (KBS) - 헤세(로날드 제르필드) / 아서(라이언 코스) / 스트라우스 소령(애덤 갠) / 의사(올리버 곰) / 글로트(마이클 앱)
- 닥터후 (KBS) - 대니 핑크(새뮤얼 앤더슨), 그레고(애슐리 월터스)
- 닥터 지마스 (텔레노벨라) - 의사
- 삼총사 (KBS) - 갤러거(로흘린 오미레인)
- 아틀란티스 (KBS) - 헵타리안(올리버 워커)

### 내레이션
- 2015년 11월 8일 KBS 전국장애인체육대회 특집 다큐 '휠체어 날아오르다'